# Clinocera ramosa
Clinocera ramosa är en tvåvingeart som först beskrevs av Vaillant 1964.  Clinocera ramosa ingår i släktet Clinocera och familjen dansflugor. Inga underarter finns listade i Catalogue of Life.